# سبت النور

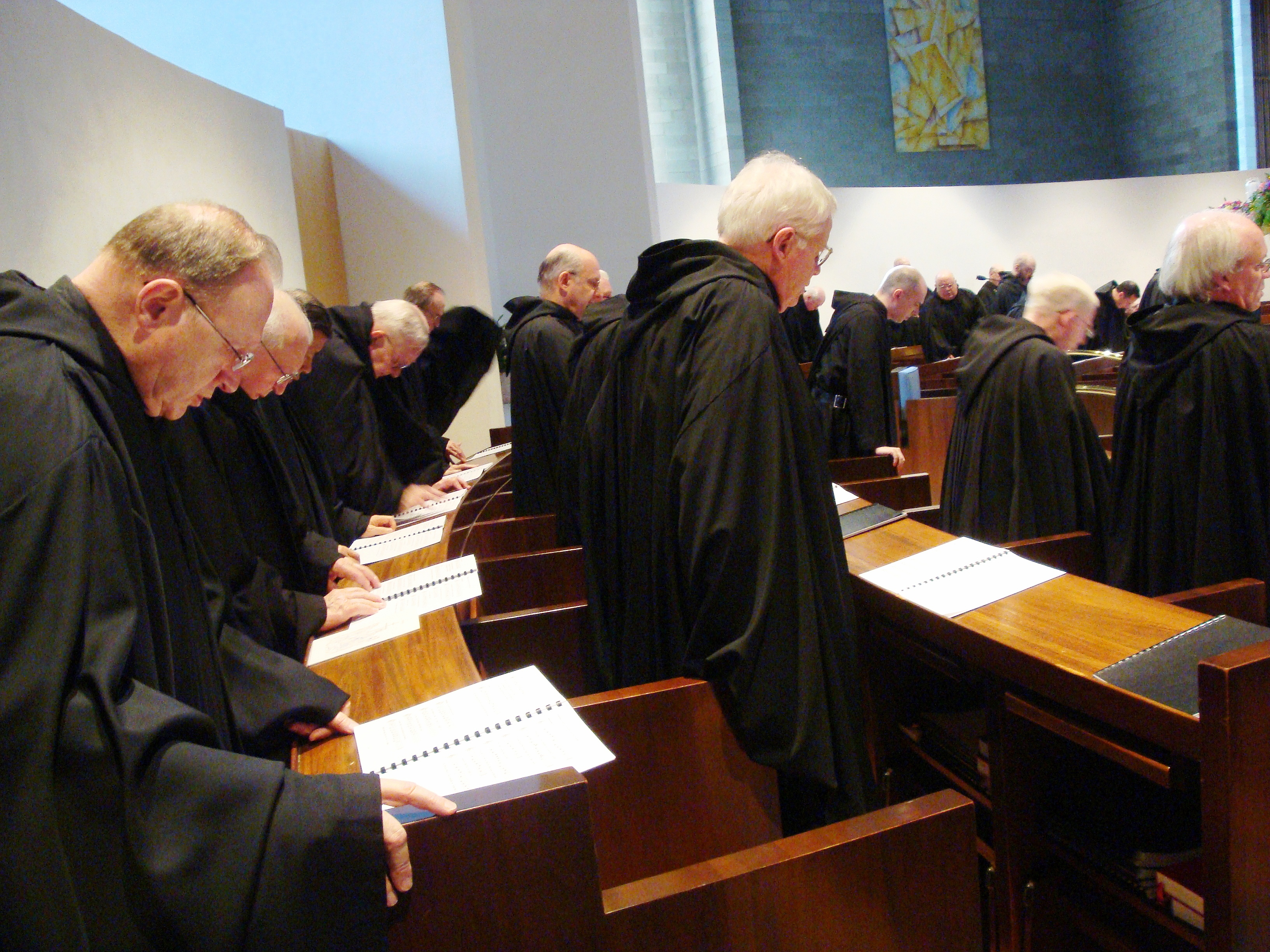
البنيديكتيين الرهبان يصلون صلاة الغروب يوم السبت المقدس

سَبْتُ النُّورِ أو السبت المقدس (باللاتينية: Sabbatum Sanctum) ويعرف أيضًا بسبت الفرح وأحيانا بالسبت الأسود وهو اليوم الذي يأتي بعد الجمعة العظيمة وقبل أحد القيامة أو عيد الفصح.
يسبق سبت النور يوم عيد القيامة وبذلك فهو يعد تحضيراً له. بالعادة، يُقام قداس إلهي صباح السبت في معظم الكنائس الشرقية والغربية، ثم يتم استقبال النور الذي يخرج بمعجزة إلهية حسب الاعتقاد المسيحي من كنيسة القيامة في القدس إلى جميع أرجاء العالم. يتم الاحتفال بسبت النور في القدس والأراضي المقدسة بشكل مميز بحيث تُقام مسيرة دينية للاحتفال به خاصةً عند الطوائف الشرقية. من الجدير ذكره أن خروج النور من كنيسة القيامة يحدث فقط في عيد القيامة بحسب التقويم الشرقي أو في السنوات التي يكون فيها العيد موحداً عند التقويم الشرقي والغربي.
تقليديًا، يبدأ الاحتفال بعيد القيامة حوالي الساعة 11 مساءً من ليلة سبت النور وحتى الساعات الأولى من صباح أحد الفصح، ويبدأ الاحتفال بعيد القيامة بصلاة تسبحة العيد عصر السبت ثم باكر عيد القيامة مع حلول الظلام وأخيرا قداس عيد القيامة مع انتصاف الليل وتختم مع الساعات الأولى من يوم أحد القيامة. بعض الكنائس تحبذ الاحتفال بعيد القيامة في صباح الأحد وليس في ليلة السبت هذا يحصل في الكنائس البروتستانتية وبعض الكنائس الأخرى، حيث ان النساء ذهبوا إلى قبر المسيح في فجر الأحد وكان المسيح قد قام، ويٌقام هذا الاحتفال عادةً في ساحة الكنيسة.
في مدينة القدس تزدحم كنيسة القيامة بعدد كبير من الزوار من كافة الجنسيات (اليونانية، الروسية، الرومانية، الأقباط، السريان)، بالإضافة إلى المسيحيين العرب القاطنين في فلسطين التاريخية، بانتظار انبثاق النور المقدس حسب المعتقدات المسيحية.

## أصول كتابية

### الرواية الانجيلية
بحسب الإنجيل التقليدي، دُفنَ يسوع مساء الجمعة من قبل رجل يُدعى يوسف من الرامة، وقد وضع حجر كبير على باب القبر. وكان يوم السبت هو عيد الفصح اليهودي وفي فجر يوم الأحد، جاءت النسوة إلى القبر فوجدن الحجر مدحجراً والقبر فارغ وملاكاً على القبر أخبرهنَّ أن يسوع قد قام من بين الأموات. يقول إنجيل متى:
وَلَمَّا كَانَ الْمَسَاءُ، جَاءَ رَجُلٌ غَنِيٌّ مِنَ الرَّامَةِ اسْمُهُ يُوسُفُ، وَكَانَ هُوَ أَيْضًا تِلْمِيذًا لِيَسُوعَ. فَهذَا تَقَدَّمَ إِلَى بِيلاَطُسَ وَطَلَبَ جَسَدَ يَسُوعَ. فَأَمَرَ بِيلاَطُسُ حِينَئِذٍ أَنْ يُعْطَى الْجَسَدُ. فَأَخَذَ يُوسُفُ الْجَسَدَ وَلَفَّهُ بِكَتَّانٍ نَقِيٍّ، وَوَضَعَهُ فِي قَبْرِهِ الْجَدِيدِ الَّذِي كَانَ قَدْ نَحَتَهُ فِي الصَّخْرَةِ، ثُمَّ دَحْرَجَ حَجَرًا كَبِيرًا عَلَى بَاب الْقَبْرِ وَمَضَى. وَكَانَتْ هُنَاكَ مَرْيَمُ الْمَجْدَلِيَّةُ وَمَرْيَمُ الأُخْرَى جَالِسَتَيْنِ تُجَاهَ الْقَبْرِ. وَفِي الْغَدِ الَّذِي بَعْدَ الاسْتِعْدَادِ اجْتَمَعَ رُؤَسَاءُ الْكَهَنَةِ وَالْفَرِّيسِيُّونَ إِلَى بِيلاَطُسَ قَائِلِينَ: «يَا سَيِّدُ، قَدْ تَذَكَّرْنَا أَنَّ ذلِكَ الْمُضِلَّ قَالَ وَهُوَ حَيٌّ: إِنِّي بَعْدَ ثَلاَثَةِ أَيَّامٍ أَقُومُ. فَمُرْ بِضَبْطِ الْقَبْرِ إِلَى الْيَوْمِ الثَّالِثِ، لِئَلاَّ يَأْتِيَ تَلاَمِيذُهُ لَيْلًا وَيَسْرِقُوهُ، وَيَقُولُوا لِلشَّعْبِ: إِنَّهُ قَامَ مِنَ الأَمْوَاتِ، فَتَكُونَ الضَّلاَلَةُ الأَخِيرَةُ أَشَرَّ مِنَ الأُولَى!» فَقَالَ لَهُمْ بِيلاَطُسُ: «عِنْدَكُمْ حُرَّاسٌ. اِذْهَبُوا وَاضْبُطُوهُ كَمَا تَعْلَمُونَ». فَمَضَوْا وَضَبَطُوا الْقَبْرَ بِالْحُرَّاسِ وَخَتَمُوا الْحَجَرَ. (متى 27: 57-66)
وَبَعْدَ السَّبْتِ، عِنْدَ فَجْرِ أَوَّلِ الأُسْبُوعِ، جَاءَتْ مَرْيَمُ الْمَجْدَلِيَّةُ وَمَرْيَمُ الأُخْرَى لِتَنْظُرَا الْقَبْرَ. وَإِذَا زَلْزَلَةٌ عَظِيمَةٌ حَدَثَتْ، لأَنَّ مَلاَكَ الرَّبِّ نَزَلَ مِنَ السَّمَاءِ وَجَاءَ وَدَحْرَجَ الْحَجَرَ عَنِ الْبَابِ، وَجَلَسَ عَلَيْهِ. وَكَانَ مَنْظَرُهُ كَالْبَرْقِ، وَلِبَاسُهُ أَبْيَضَ كَالثَّلْجِ. فَمِنْ خَوْفِهِ ارْتَعَدَ الْحُرَّاسُ وَصَارُوا كَأَمْوَاتٍ. فَأَجَابَ الْمَلاَكُ وَقَالَ لِلْمَرْأَتَيْنِ : «لاَ تَخَافَا أَنْتُمَا، فَإِنِّي أَعْلَمُ أَنَّكُمَا تَطْلُبَانِ يَسُوعَ الْمَصْلُوبَ. لَيْسَ هُوَ ههُنَا، لأَنَّهُ قَامَ كَمَا قَالَ! هَلُمَّا انْظُرَا الْمَوْضِعَ الَّذِي كَانَ الرَّبُّ مُضْطَجِعًا فِيهِ. وَاذْهَبَا سَرِيعًا قُولاَ لِتَلاَمِيذِهِ: إِنَّهُ قَدْ قَامَ مِنَ الأَمْوَاتِ. هَا هُوَ يَسْبِقُكُمْ إِلَى الْجَلِيلِ. هُنَاكَ تَرَوْنَهُ. هَا أَنَا قَدْ قُلْتُ لَكُمَا». فَخَرَجَتَا سَرِيعًا مِنَ الْقَبْرِ بِخَوْفٍ وَفَرَحٍ عَظِيمٍ، رَاكِضَتَيْنِ لِتُخْبِرَا تَلاَمِيذَهُ. (متى 28: 1-8)

## خروج النور المقدس من كنيسة القيامة
تخرج النار المقدسة أو النور المقدس من كنيسة القيامة في صباح سبت النور حسب التقويم الشرقي أو حسب التقويم الشرقي والغربي معاً عند كون العيد موحداً. وفي هذا الحدث، تقوم السلطات الإسرائيلية بتفتيش بطريرك أورشليم للتأكد من عدم وجود أي مادة قابلة للاشتقال في حوزته ثم يدخل البطريرك وحده إلى القبر المقدس ويتلو صلوات مخصصة لذلك الحدث. بعد ذلك، يشتعل الشمع الذي يحمله البطريرك وتخرج النار المقدسة من القبر. يحضر هذا الحدث عدد هائل من المؤمنين وسرعان ما تشتعل الشموع التي يحملها جميعهم دون أن تؤذي أي شخص فيهم بحيث تكون النار غير حارقة لفترة زمنية قصيرة.يقوم العديدون بتصوير هذا الحدث ونشره على مواقع التواصل الاجتماعي بحيث يظهر فيها الأشخاص وهم يقومون بوضع النار على جسمهم دون تعرضهم للأذى.